# Robert Zemeckis
Robert Lee Zemeckis, född 14 maj 1952 i Chicago i Illinois, är en amerikansk Oscarsbelönad filmregissör, producent och manusförfattare. Flera av hans filmer använder i hög grad visuella effekter, till exempel inklippt animation i Vem satte dit Roger Rabbit och manipulerade historiska filmklipp i Forrest Gump. Ett återkommande tema är också populärkulturella referenser till amerikansk historia.
Han har utbildning vid University of Southern Californias School of Cinematic Arts, där han accepterades trots att hans skolbetyg egentligen inte räckte till. Efter utbildningen blev han uppmärksammad av Steven Spielberg efter att denne fått se en av hans studentfilmer. Spielberg kom att verka som producent för några av Zemeckis tidiga långfilmer.
Hans definitiva genombrott som regissör kom med Tillbaka till framtiden-trilogin på 1980-talet. 1994 hade Forrest Gump premiär, och blev en av hans mest framgångsrika filmer, belönad med sex Oscars. Filmen var hans första samarbete med Tom Hanks och de har sedan gjort flera andra filmer tillsammans. Hanks medverkade till exempel 2004 i den animerade filmen Polarexpressen, som använder tekniken motion capture.
Zemeckis har tilldelats en stjärna på Hollywood Walk of Fame vid adressen 6925 Hollywood Blvd.

## Filmografi (urval)

### Som regissör
- 1984 – Den vilda jakten på stenen
- 1985 – Tillbaka till framtiden
- 1988 – Vem satte dit Roger Rabbit
- 1989 – Tillbaka till framtiden II
- 1990 – Tillbaka till framtiden III
- 1992 – Döden klär henne
- 1994 – Forrest Gump
- 1997 – Kontakt
- 2000 – Dolt under ytan
- 2000 – Cast Away
- 2004 – Polarexpressen
- 2007 – Beowulf
- 2009 – En julsaga
- 2012 – Flight
- 2015 – The Walk
- 2016 – Allied
- 2022 – Pinocchio
- 2024 – Here

### Som manusförfattare
- 1979 – 1941
- 1985 – Tillbaka till framtiden
- 1989 – Tillbaka till framtiden II
- 1990 – Tillbaka till framtiden III
- 2004 – Polarexpressen
- 2009 – En julsaga

### Som producent
- 1989–1996 – Röster från andra sidan graven (TV-serie)
- 1992 – Döden klär henne
- 1996 – The Frighteners
- 1997 – Kontakt
- 1999 – Ondskans hus
- 2000 – Dolt under ytan
- 2000 – Cast Away
- 2002 – Ghost Ship
- 2003 – Matchstick Men
- 2003 – Gothika
- 2004 – Polarexpressen
- 2005 – House of Wax
- 2006 – Monster House
- 2007 – Beowulf
- 2009 – En julsaga
- 2012 – Flight
- 2015 – The Walk